# Anne Barrère (socióloga)
Anne Barrère es profesora de la Universidad de París V Descartes, especializada en Sociólogía de la educación. Es codirectora en jefe de la revista Recherche & formation.

## Recorrido
Se graduó del Instituto de estudios políticos de Burdeos en 1978 y en 1981 obtuvo el título en literatura moderna. Enseñó literatura en la secundaria de 1981 a 1986, después realizó un doctorado en sociología en la Universidad de Burdeos II. En 1996 realizó la tesis titulada «Sociología del trabajo escolar: el caso de los estudiantes de liceo» bajo la dirección de François Dubet. 
Posteriormente, fue maestra de conferencias a la IUFM Norte Pas-de-Calais de 1996 a 2000, y en la Universidad Lille III en el área de ciencias de la educación.
En noviembre de 2002, obtuvo su postdoctorado en la Universidad Burdeos II en el campo de «Trabajo en la escuela», después fue nombrada profesora de ciencias de la educación en la Universidad Lille III (2003-2008). Desde 2008, es profesora asociada en el departamento de ciencias de la educación de la Universidad de París V Descartes. Es miembro del laboratorio CERLIS, Centro de investigación sobre los vínculos sociales.

## Temas de investigación
Sus investigaciones se enfocan principalmente en las actividades al interior de la escuela.
A través de su tesis sobre las labores de los estudiantes, la socióloga identifica cuatro tipologías que caracterizan el trabajo de los estudiantes de liceo: el «diligente», el «farsante», el «turista» y el «convicto».
En sus investigaciones sobre los educadores analiza las «tareas objetivas» de los educadores y alumnos, y se esfuerza por volver visibles sus «problemas subjetivos». Se adhiere a una corriente de investigación que cuestiona la experiencia social de los actores de la escuela.
Anne Barrère amplía su enfoque a los trabajadores escolares, específicamente a los que se encargan de la dirección de la escuela, lo que le permite descubrir el efecto que tiene la evaluación sobre los planteles escolares.
Actualmente, sus trabajos de investigación abordan las tensiones entre la cultura escolar y la cultura juvenil; poniendo especial atención en las actividades escogidas por los adolescentes que, según ella, contribuyen a «formar» a los jóvenes. 
Otro de sus intereses es la sociología de la narrativa francesa contemporánea, cuya investigación encabeza en colaboración con Danilo Martuccelli.